# Thoma Darmo de Bagdad
Le patriarche Mar Thoma (né Thomas Darmo Mansour le 21 septembre 1904 en Mésopotamie) est le premier primat de  l'Ancienne Église de l'Orient élu en 1968. Il est mort le 7 septembre 1969. Le patriarche Mar Addaï II, élu en février 1970, lui succède.

## Biographie
Il est né à Eiyel, un village prés d'Ourmia, dans une famille de dix enfants, dont il est le sixième.
Comme l'ensemble des Assyriens, il dut fuir les persécutions et les massacres et se retrouva dans le camp de réfugiés de Baqouba près de Bagdad en 1919.
En mai 1921, il fut ordonné diacre par Mar Abimalek Timothée à Mossoul.
À partir de 1936, il servit comme moine diacre dans les églises des villages de la vallée de Khabour dans le Djézireh de Syrie.
Son ordination à la prêtrise eut lieu à Chicago le 23 mars 1952 puis sa consécration épiscopale le 4 mai de la même année en l'église Mar Addaï de Turlock par le patriarche de l'Église apostolique assyrienne de l'Orient Mar Simon XXIII Ishaya. 
Il est nommé à la tête de la Métropole du Malabar et de toute l'Inde siège à Thrissur, dans le Kerala. 
Il est à l'origine de la construction de huit églises, d'un séminaire, d'un orphelinat et l'érection de nouveaux diocèses en Inde, et il fut à l'initiative d'entreprises encourageant à la formation du clergé à l'étude du syriaque.
Il s'oppose à la succession héréditaire des patriarches et à l'adoption du calendrier grégorien (en 1964) allant jusqu'au schisme par la fondation de l'Ancienne Église de l'Orient en septembre 1968 avec la consécration de deux évêques Mar Shlemun Giwargis et 
Mar Aprem Mooken.